# Пенетангвишин
Пенетангвишин (енгл. Penetanguishene) је градић у Канади у покрајини Онтарио. Према резултатима пописа 2011. у граду је живело 9.111 становника.

## Становништво
Према резултатима пописа становништва из 2011. у граду је живело 9.111 становника, што је за 2,6% мање у односу на попис из 2006. када је регистровано 9.354 житеља.
| 2006. | 2011. |
| ----- | ----- |
| 9.354 | 9.111 |